# 撒冷地
《撒冷地》是美國作家史蒂芬·金在1975年發表的一部以吸血鬼為題材的恐怖小說，曾於1976年获得第2屆世界奇幻獎最佳小說作品提名。

## 概要
作品的創作契機來自於史蒂芬·金與他妻子塔比莎·金的一段交談，當時塔比莎曾提到「若在歐洲的吸血鬼來到美國鄉村裡，會有何種情況發生」的一段話，激發了史蒂芬·金的一連串想法。後續史蒂芬·金在1981的評論集《死亡之舞》上則提及，在他8歲時曾作了一個在丘陵上看見一個吊死屍體的惡夢，而那屍體的臉孔正是他自己的容貌、並掛著一塊寫著「羅伯特·伯恩斯」（ROBERT BURNS）的牌子。當時夢中的場景後來成為《撒冷地》主角班·米爾斯（Ben Mears）小時在廢棄的瑪斯登大宅中，看見吊死的大宅主人修伯特·瑪斯登（Hubie Marsten）的靈感來源。
此作品最早被史蒂芬·金命名為《二次降臨》（Second Coming），但被妻子塔比莎認為名稱像是性愛手冊而換為《耶路撒冷地》（Jerusalem's Lot），之後又被替本書發行的雙日出版社聽起來太像宗教題材書籍而改成現今的《撒冷地》。
史蒂芬·金後續在1983年的《花花公子》雜誌、以及1987年《The Highway Patrolman》雜誌的訪談中，表示《撒冷地》是他個人最喜愛的作品，並有著計畫寫出《撒冷地》續集的念頭。但數十年後史蒂芬·金完成《黑塔》系列第五部《卡拉之狼》及第六部《蘇珊娜之歌》時，因故事中穿插著先前《撒冷地》登場過的角色，便認為沒有寫出續集的需要了。

## 劇情簡介
一位名為班·米爾斯的作家，在遭遇喪妻之痛後的一段日子裡，重回了年少時期居住過的小鎮「撒冷地」。
回到舊地的班·米爾斯，因想以鎮裡曾帶給他心中一段恐怖回憶的房舍「瑪斯登大宅」為題材來創作一篇小說；而打算待上一陣子。
但居留撒冷地一段時間後，小鎮上突然連續發生各種離奇的失蹤、死亡事件，而一切事件的幕末黑手則與班·米爾斯作為小說題材的瑪斯登大宅有著密切的關聯。

## 與史蒂芬·金其它作品的關聯
史蒂芬·金後續在1978年短篇小說合輯《玉米田的孩子》裡收錄了描述撒冷地先前詭異歷史的短篇《耶路撒冷地》（Jerusalem's Lot）註1，以及一段撒冷地在發生吸血鬼事件後數年的小故事《夜荒荒心慌慌》（One for the Road）註2。
《撒冷地》故事中的角色卡拉漢神父（Father Callahan）之後則在《黑塔》系列的第五部作品《卡拉之狼》再度登場。

## 改編作品
- 午夜行屍（Salem's Lot）：1979年播出的3小時電視影集。
- 吸血鬼復仇記續集（A Return to Salem's Lot）：1987年電影，是1979年電視劇《午夜行屍》的續曲。
- Salem's Lot：1995年BBC電台的廣播劇。
- 午夜行兇（Salem's Lot）：2004年電視影集，為1979年《午夜行屍》重新拍攝版本。
- 撒冷镇（Salem's Lot）：2024年电影，由蓋瑞·道柏曼执导。